# 南洲神社
南洲神社（なんしゅうじんじゃ）は、鹿児島県鹿児島市上竜尾町に鎮座する神社である。旧社格は無格社。西南戦争での西郷軍方の戦死者が埋葬される南洲墓地の北隣にある。

## 祭神
西郷隆盛命及び西南戦争の薩摩軍戦没者6800柱を祭る。

## 由緒
明治10年（1877年）9月24日、官軍の総攻撃によって西郷隆盛以下薩軍が全滅し西南戦争が終結すると、鹿児島県令岩村通俊は官軍の許可を得て西郷隆盛らの遺体を鹿児島市内5か所に仮埋葬した。明治12年（1879年）になり有志によってそれらの墓を旧浄光明寺境内である現在地にまとめて改葬し、その後、九州各地に散在していた西郷軍の遺骨も集めて計2023名が葬られる「南洲墓地」となった。
西郷隆盛の偉徳を敬崇してその墓に参る者が年々増加したことから、明治13年（1880年）、南洲墓地の隣に参拝所が設けられた。大正11年（1922年）6月28日、「南洲神社」として無格社に認定された。昭和20年（1945年）に戦災で焼失し、昭和25年（1950年）9月に再建された。昭和53年（1978年）、墓地の隣に西郷南洲顕彰館が建設された。

## 分社

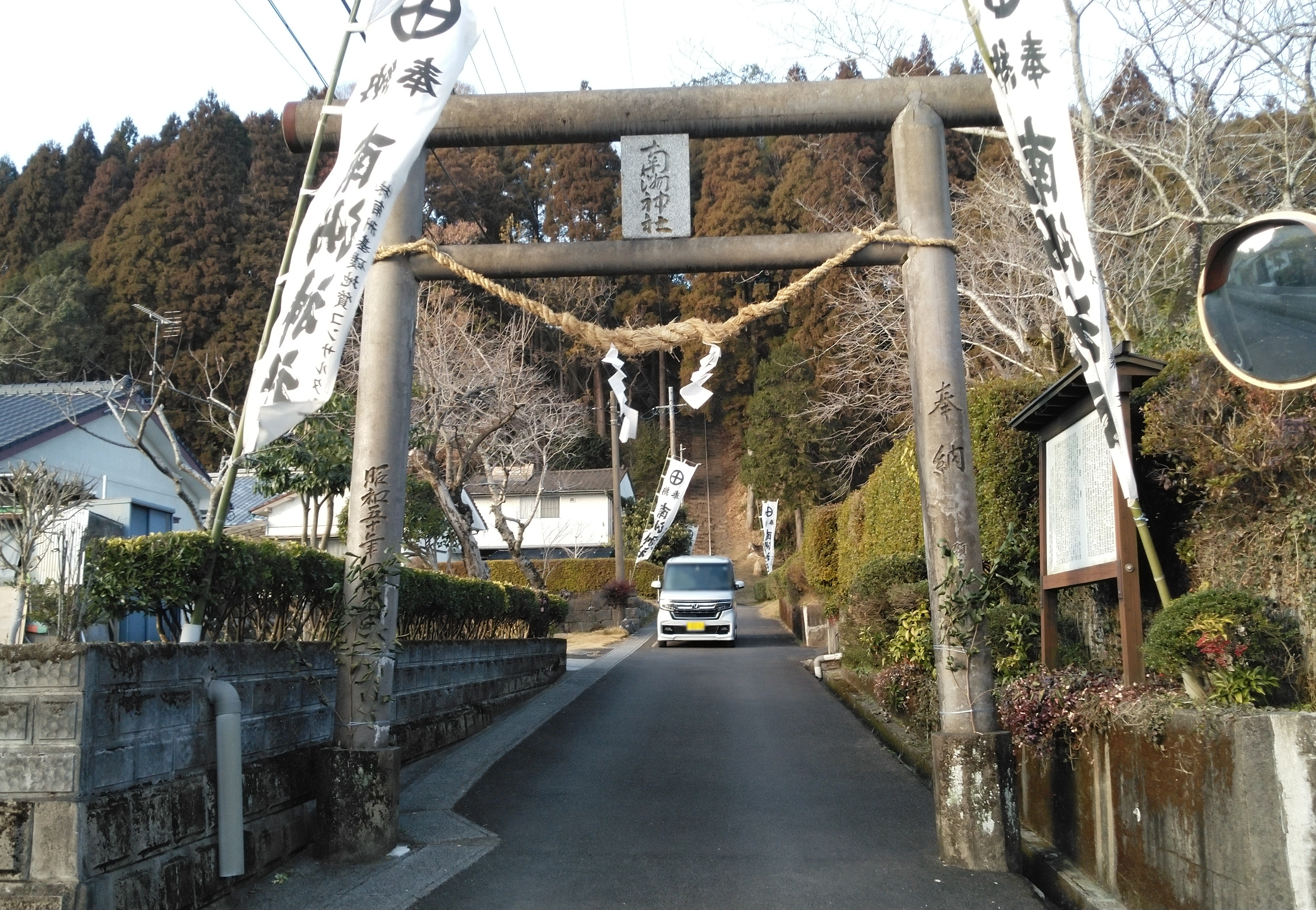
都城市庄内町の南洲神社分社

西郷隆盛を祀る同名の神社が山形県酒田市、宮崎県都城市、鹿児島県和泊町の沖永良部島にも創建されている。酒田市は戊辰戦争の戦後処理で西郷が寛大公正な扱いをした縁によるもの、沖永良部島は西郷が島津久光によって島流しにされた際の流刑地である。
山形県酒田市
昭和51年（1976年）建立。伊勢神宮から用材の払い下げを受けた総檜造り、銅板葺の社殿を持つ。西郷に関する資料の他、遺墨や遺品も収蔵。明治23年（1890年）に発行された西郷の遺訓『南洲翁遺訓』を現在も出版している。
宮崎県都城市
昭和4年（1929年）建立。建立時は諏訪神社の社殿を移して作られた。昭和53年（1978年）に焼失し昭和55年（1980年）に再建。西南戦争に参加した庄内郷出身の戦没者56名を祀る。
鹿児島県和泊町沖永良部島
明治35年（1903年）建立。社倉法の教示等、西郷の事跡に感謝する島民によって作られた。